# Újrétfalu
Újrétfalu (németül: Wiesfleck) község Ausztriában, Burgenland  tartományban, a Felsőőri járásban.

## Fekvése
Felsőőrtől 10 km-re északnyugatra, Pinkafőtől 2 km-re északra fekszik.
A kataszteri közösségek Szépúr, Buglóc, Borhegy és Wiesfleck.

## Története
A települést 1388-ban "Wysflek" néven említik először abban az oklevélben, melyben Zsigmond király a borostyánkői uradalmat a Kanizsai családnak adja zálogba. Borostyánkő várának uradalmához  tartozott. 1392-ben a falu "Belric" néven is szerepelt. 1532-ben elpusztította a török. 1580 körül lakói a reformáció hatására evangélikusok lettek. Evangélikus iskoláját 1726-ban említik először, azonban az 1757-es egyházlátogatás jegyzőkönyvében nem szerepel. Alapítása évének 1806-ot tartják, ezt az épületet azonban az iskola később kinőtte és 1876-ban új, nagyobb iskolát kellett építeni.
Fényes Elek szerint "Viszflek, német f. Vas vgyében, a borostyánkői uradalomban, 560 ágost., 85 kath. lak., evang. iskolával, fenyves erdővel. Ut. p. Kőszeg."
Vas vármegye monográfiája szerint "Rétfalu. A házak száma 121, lélekszám 822. Lakosai németajkúak, vallásuk r. kath. és ág. ev. Van önsegélyző szövetkezete. Házai szétszórtan fekszenek és mindegyik kerttel van körülvéve."
1909-ben egy második iskolaépület is létesült. 1910-ben Újrétfalunak 891 német lakosa volt. A trianoni békeszerződésig Vas vármegye Felsőőri járásához tartozott. 1921-ben Ausztria Burgenland tartományának része lett. A villamosságot 1950-ben vezették be a településen. 1960-ban pedagóguslakással bővítették az iskolát. 1962-ben új híd épült a Zickenbachon, 1969-re pedig  megépült a vízvezeték hálózat. 1970-ben a háborús emlékmű közelében bankfiók létesült. 1971-ben közigazgatásilag hozzá csatolták a szomszédos Borhegy, Buglóc és Szépúr településeket. Az egyesített községnek így 1132 lakosa lett.

## Nevezetességei
- Szent Erhard regensburgi püspök tiszteletére szentelt római katolikus temploma középkori eredetű. A templom védőszentjének személye arra ad bizonyságot, hogy a település egykor a niederaltaichi bencés kolostorhoz tartozott. A templom kora gótikus szentélye egy korábbi temetőkápolnára utal.
- Evangélikus templomát 1976-ban szentelték fel.

## Külső hivatkozások
- Hivatalos oldal
- Újrétfalu a dél-burgenlandi települések honlapján
- Újrétfalu az Osztrák Statisztikai Hivatal honlapján